# Kvernaland
Kvernaland är en kommunöverskridande tätort i Rogaland fylke i sydöstra Norge. Den omfattar bebyggelse som till större delen ligger inom Klepps och Time kommuner samt en mindre del inom Sandnes kommun.